# 圓山町 (北海道)
圓山町（日语：〔〕／ Maruyama chō */?）是過去位於北海道石狩支廳北部的一個城鎮，已於1941年4月1日併入札幌市，過去的轄區相當於現在的札幌市中央區、南區、西區三區相鄰區域。

## 歷史
- 1880年：山鼻村和圓山村合設山鼻外一村戶長役場。
- 1906年4月1日：圓山村和山鼻村合併為藻岩村，並成為北海道二級村 [1]
- 1910年4月1日：山鼻地區被併入札幌區（現在的札幌市）。
- 1938年4月15日：藻岩村改制並改名為為圓山町，並成為北海道二級町。
- 1941年4月1日：被併入札幌市。

## 外部連結
- （日語） 札幌圓山地圖